# Nismo
La Nismo, nota anche come Nissan Motorsport International, è la divisione sportiva della Nissan fondata nel 1984.
Nismo era inizialmente una società fondata come Nissan Motorsports International Co., Ltd. (ニッサン・モータースポーツ・インターナショナル株式会社, Nissan Mōtā Supōtsu Intānashonaru Kabushiki-ga isha), nata nel 1984 dalla fusione di due dipartimenti sportivi della Nissan. Ha gareggiato in passato in svariati campionati automobilistici tra cui JSPC, JTCC, la 24 Ore di Le Mans e la 24 Ore di Daytona. Partecipa regolarmente nei campionati Super GT e alla Formula E. Nismo ha cessato di essere un'azienda nell'aprile 2022, fondendosi con la società Autech in una nuova divisione della Nissan, chiamata Nissan Motorsport & Customizing.

## Storia
La storia della Nismo affonda le radici nel 1964, quando la Prince Motor Company (facente parte del gruppo Nissan) si rese conto che avrebbe potuto incrementare le vendite partecipando nel settore agonistico del Motorsport per ottenere maggiore visibilità e prestigio sportivo. Il primo debutto della Nismo in uno sport automobilistico avvenne il 1º maggio 1964: nella prima gara con una Skyline modificata conquistò tutte le posizioni dal 2º al 6º posto.

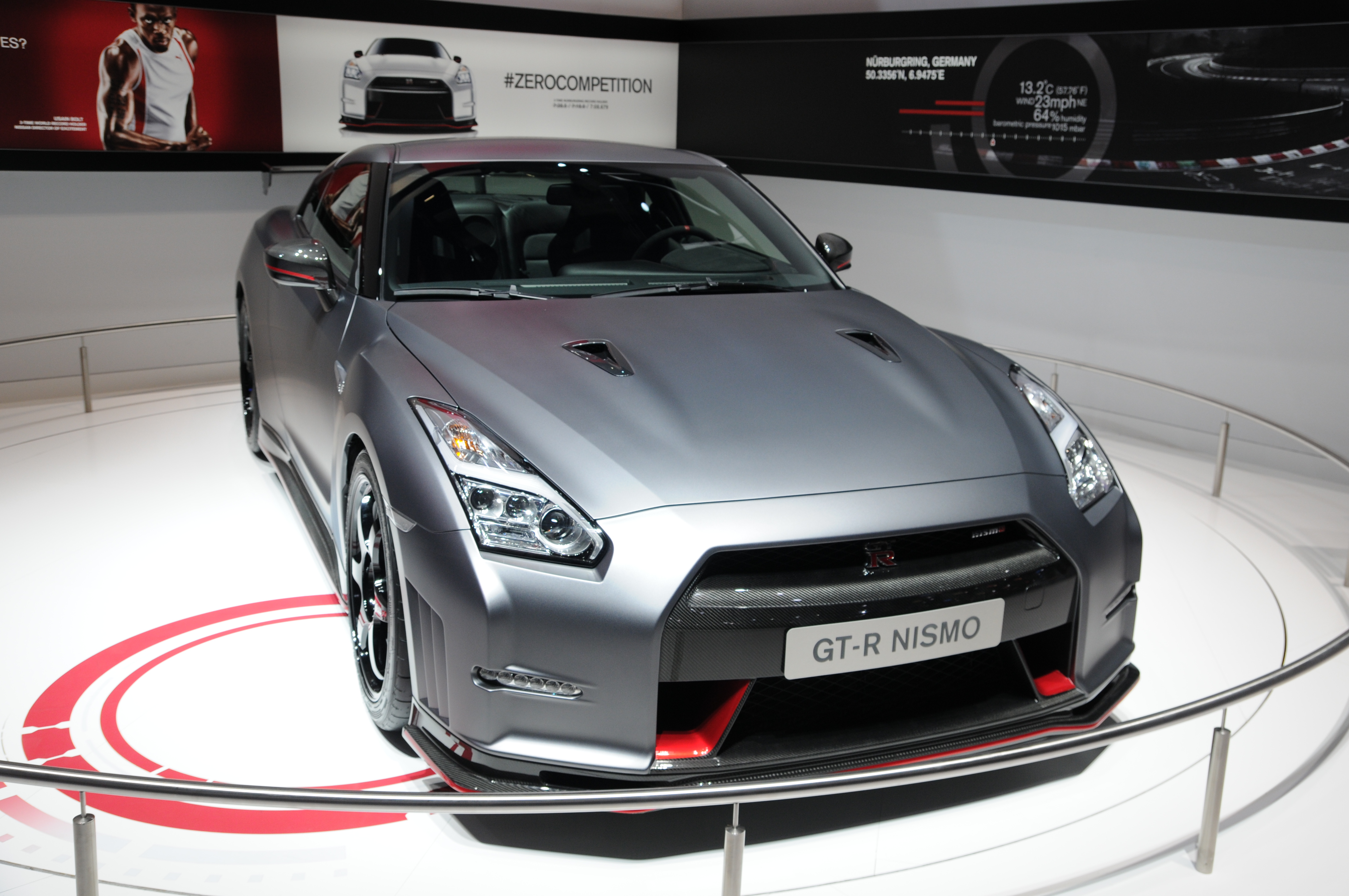
Nissan GT-R Nismo

Nel 1984, Nissan decise di voler riunire le sue due divisioni di sport motoristici fondate negli anni '60, ovvero la Oppama Works con sede nella sua fabbrica di Oppama e Ōmori Works all'interno del suo stabilimento di Ōmori. L'intenzione dopo la fusione era quella di specializzarsi nelle competizioni per auto sportive, ma forniva anche supporto ai team che gareggiavano nel campionato giapponese di F3.
Nel 1988 Nismo costruì la sua prima vettura, la Saurus, realizzata per essere impiegata in un campionato monomarca. L'anno successivo svilupparono la Nissan Skyline GT-R R32 sia per le corse e che per uso stradale.
Nel dicembre 2021 Nissan iniziò la fusione tra la Nismo con la consociata Autech in una nuova società denominata Nissan Motorsports & Customizing. La fusione venne completata il 1 aprile 2022.